# Henry Rodríguez
Henry Anderson Rodríguez Lorenzo (nacido el 8 de noviembre de 1967 en Santo Domingo) es un ex outfielder e infielder dominicano que jugó en la Liga Mayor de Béisbol con los Expos de Montreal, Cachorros de Chicago, Los Angeles Dodgers, Yankees de Nueva York, y Marlins de la Florida desde 1992 hasta 2002.
Rodríguez fue miembro del equipo All-Star de 1996 de los Expos de Montreal en la Liga Nacional, alcanzando un récord de 36 jonrones ese año.
Rodríguez fue un jugador clave en el equipo de los Cachorros de Chicago de 1998, ganadores del Wild Card ese año, y la adición de su bate en la alineación de los Cachorros ayudó al toletero Sammy  Sosa, quien bateó tercero, una ventaja, ya que Sosa pegó 66 jonrones en 1998.
Después de un jonrón de Rodríguez, era tradicional lanzar barras de Oh Henry! en el campo de juego.